# آنتیوخوس پنجم
آنتیوخوس پنجم (به یونانی: Αντίοχος Ε' Ευπάτωρ)(۱۷۳-۱۶۲ (پیش از میلاد)) پادشاه سلوکی از ۱۶۴ تا سال مرگش بود. او زمانی که به پادشاهی رسید تنها نه سال داشت. او پسر آنتیوخوس چهارم بود. نیابت پادشاهی او با سردار سلوکی لیسیاس بود که هم درگیری‌هایی با دیگر سرداران داشت. از دیگرسو سنای روم دیمتریوس یکم پسر سلوکوس چهارم را که میرابر برحق تاج و تخت بود را همچنان به عنوان گروگان نزد خود نگاه‌داشته‌بود. با رهاکردن او سنای روم به آسانی می‌توانست کنترل دولت سلوکی را به دست گیرد.
در زمان او شورش یهود با فشار سپاهیان سلوکی خاموش‌شد. روم نیز دست به تحرکاتی مرزی زد. سپس دیمتریوس از رم گریخت و خود را به سوریه رساند و پادشاه خواند. دیری نپایید که در ۱۶۲ آنتیوخوس پنجم به همراه پشتیبانش کشته‌شد.
آنتیوخوس دارای لقب اوپاتر Ευπάτωρ بود که در زبان یونانی معنای از یک پدر خوب را می‌دهد.

## زندگی نامه

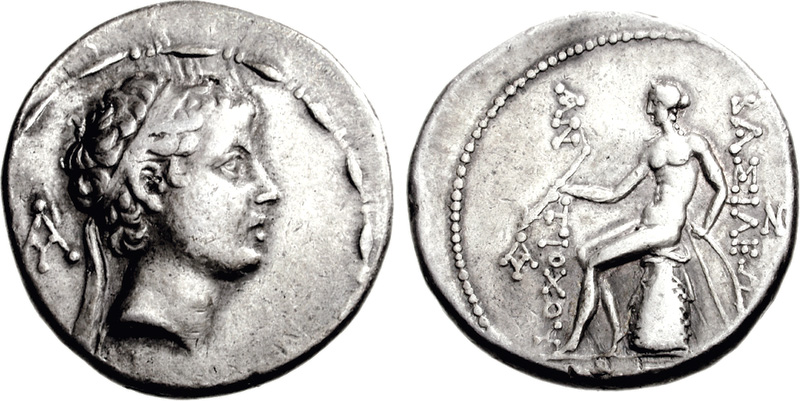
سکه ای ضرب شده با تصویر آنتیوخوس پنجم

### اوایل زندگی و جانشینی
آنتیوخوس پنجم پس از مرگ پدرش آنتیوخوس چهارم اپیفانس و مادرش لائودیس چهارم در ایران، تنها نه سال داشت که به سلطنت رسید. ژنرال لیسیاس که توسط اپیفانس به عهده او گذاشته شده بود، به عنوان نایب السلطنه برای کودک خدمت کرد، اگرچه توسط ژنرال های دیگر به چالش کشیده شد. سنای روم همچنان دمتریوس، پسر سلوکوس چهارم و وارث قانونی تاج و تخت را به عنوان گروگان نگه داشت و از آزادی او امتناع کرد، زیرا آنها معتقد بودند که بهتر است سوریه به طور اسمی توسط یک پسر و نایب السلطنه او اداره شود تا دمتریوس 22 ساله.[3]

### حکمرانی
در آغاز سلطنت آنتیوخوس پنجم، تلاشی از سوی سوری ها برای سرکوب شورش مکابیان در یهودیه صورت گرفت، اما این به یک سازش ضعیف خاتمه یافت. پس از پیروزی نظامی در نبرد بیت زکریا و کشته شدن الازار آواران، برادر یهودا مکابی، لیسیاس مطلع شد که فیلیپ (معتمد آنتیوخوس چهارم اپیفانس، که این پادشاه قبلی را برای فتح بین النهرین همراهی کرده بود و قبل از مرگ آنتیوخس، پایتخت دیگر سلئوس را برگردانده بود) به وی سپرده شده بود. ارتش لیسیاس احساس خطر کرد و به آنتیوخوس پنجم توصیه کرد که با یهودیان صلح کند. یهودیان پذیرفتند. با این حال، پادشاه سوریه و نایب السلطنه برای اطمینان از اینکه آنها به زودی دوباره علیه آنها قیام نمی کنند، پیمان خود را شکستند و دیوارهای اورشلیم را قبل از خروج فرو ریختند. لیسیاس و آنتیوخوس پنجم پس از رسیدن به پادشاهی خود، فیلیپ را در کنترل پایتخت انطاکیه یافتند، اما او را شکست دادند و شهر و پادشاهی را پس گرفتند.[5]

## سقوط و مرگ
هنگامی که مجلس سنای روم دریافت که پادشاهی سوریه کشتی‌های جنگی و فیل‌های بیشتری را نسبت به پیمان آپامئا که در سال 188 قبل از میلاد مجاز بود نگهداری می‌کند، فرستاده ای را برای سفر به شهرهای سوریه فرستاد و با غرق کردن کشتی‌های جنگی سوری‌ها و لنگ نمودن فیل‌هایشان، تلاش کردند قدرت نظامی سلوکی‌ها را فلج کنند. لیسیاس جرأت نداشت هیچ کاری برای مخالفت با رومیان انجام دهد، اما اطاعت او رعایای سوری او را چنان خشمگین کرد که گایوس اکتاویوس فرستاده روم در سال 162 قبل از میلاد در لائودیسه کشته شد.[3]
در این مقطع دمتریوس از روم فرار کرد و در سوریه به عنوان پادشاه واقعی پذیرفته شد. آنتیوخوس پنجم یوپاتور به همراه محافظش لیسیاس پس از مدت کوتاهی به قتل رسیدند.